# بيدرو اسكارتين
بيدرو إسكارتن موران (8 أغسطس 1902 - 21 مايو 1998 ) لاعب كرة قدم إسباني وحكم ومدرب وصحفي ومؤلف. كان حكماً دولياً من 1928 الى 1948 وعضواً في لجنة الانضباط في الفيفا لمدة 27 سنة وتولى إدارة المنتخب الإسباني لكرة القدم في فترتين مختلفتين. وكان أيضاً صحفياً في إسبانيا في معظم حياته، وهو شخصيةٌ محترمةٌ رياضياً في إسبانيا في القرن العشرين. تم تسمية ملعب سي دي غوادالاخارا في مدينة غوادالاخارا بإسبانيا باسمه.

## مسيرة العملية
ولد إسكارتين في مدينة مدريد بإسبانيا، وفي شبابه لعب لسوسيداد خيمناستيكا خلال بدايات الاحتراف في كرة القدم الإسبانية. اضطر للتوقف عن اللعب عام 1923 بسبب مرض في الجنب. بدأ إدارة مباريات كرة القدم عام 1924، في عام 1928 ، شارك في مبارته الدولية الأولى. وكان مسؤولا عن دورة نصف نهائي الألعاب الأولمبية الصيفية 1928 بين الأرجنتين ومصر. وشارك في كأس العالم 1934 وظهر في أربع مباريات كحكم مساعد  وكان أيضاً أول حكم إسباني يشارك في كأس العالم. وأصبح أكثر أشهر الحكام في إسبانيا وأوروبا في الثلاثينات والأربعينيات من القرن العشرين. كانت آخر مباراة دولية له مباراة ودية بين إيطاليا وإنجلترا عام 1948، وهو العام الذي اعتزل فيه التحكيم.

## العمل في الفيفا
أصبح عضواً في لجنة الإنضباط في الاتحاد الدولي لكرة القدم في 1940. وكان رئيساً للجنة الوطنية للحكام من 1952 إلى 1961.

## التدريب
كانت فترة ولاية إسكارتين الأولى في تدريب المنتخب الإسباني لكرة القدم من 1952 الى 1953 -خلفاً لريكاردو زامورا- ومرته الثانية عام 1961، وتضمنت الأخيرة جميع المباريات الأربعة في حملة تصفيات كأس العالم 1962 (التي فازت فيها إسبانيا ثلاث مرات وتعادلت مرة واحدة) بعد مساعدة إسبانيا في التأهل للظهور في نهائيات كأس العالم للمرة الثالثة، والمرة الأولى لها كانت عام 1950، أنهى سكارتن فترته الثانية كمدرب وطني، كم تم الترتيب سابقاً، في 31 سبتمبر 1961. سجله الشامل كمدرب لإسبانيا تضمن 7 انتصارات و3 تعادلات وخسارتين. في 12 مباراة.

## العمل في الصحافة
بدأ عمله في الصحافة عام 1920، جمعها إسكارتن مع أنشطته كلاعب وحكم ومدرب. في عام 1961، أصبح صحفياً متفرغاً، وعمل في وكالات مختلفة مثل: هيرالدو دي مدريد و الكازار و بويبلو و لا برينسا و ماركا وغيرها. كتب كتباً ومقالات وآلاف المقالات القصيرة عن كرة القدم للصحف والمطابع الأخرى.

## كتبه
- قواعد اتحاد كرة القدم مع التعليقات والتوضيحات) من عام 1941 [2] لا يزال حتى الان مصدراً موثوقاً به [3] (بالاسبانية:Reglamento de Fútbol Asociación / comentarios y aclaraciones por Pedro Escartín Morán)